# Aeropuerto de Saarbrücken
El Aeropuerto de Saarbrücken (IATA: SCN, OACI: EDDR), o Flughafen Saarbrücken o Aeropuerto Ensheim en alemán, es un aeropuerto en Saarbrücken, Alemania.
El aeropuerto atendió a 350.592 pasajeros en 2007 y a 517.920 en 2008.

## Historia
La historia de la aviación en Saarbrücken, la capital del estado federal alemán del Sarre, comenzó el 17 de septiembre de 1928 en el distrito de San Arnual. Los vuelos operados desde Saarbrücken - aeropuerto de San Arnual duraron hasta 1939. El primer avión en usar el aeropuerto fue un Lufthansa en vuelo desde Fráncfort hasta París efectuando esta prada técnica en ruta. En 1929 se abrieron rutas que permitían ir a Fráncfort, Berlín, Karlsruhe, Múnich, Viena y Budapest.
La precaria localización del aeropuerto suponía que los vuelos invernales no fuesen factibles y el mal tiempo y las pobres condiciones de vuelo provocaban problemas frecuentes. Por ello Saarbrücken-San Arnual fue cerrado en 1939. Un nuevo aeropuerto fue construido en el distrito de Ensheim, donde el aeropuerto de Saarbrücken ha permanecido hasta el día de hoy. Sin embargo, el conflicto bélico que fue la Segunda Guerra Mundial convirtió en imposible abrir el aeropuerto.
No fue hasta 1964 y tras varios años de trabajos de construcción cuando el aeropuerto ubicado en Ensheim pudo finalmente ser abierto. En 1972, el aeropuerto de Saarbrücken se convirtió en uno de los diecisiete aeropuertos de Alemania en ofrecer vuelos internacionales. Desde 1975 Lufthansa y muchas otras aerolíneas han ido retomando sus vuelos desde Saarbrücken. En 2005, se logró un hito, al pasar aproximadamente 500.000 pasajeros por el aeropuerto de Saarbrücken.
En 2006/2007, el aeropuerto de Saarbrücken sufrió algunas dificultades al ser abierto el antiguo aeropuerto militar de Zweibrücken a tan sólo 40 km de distancia. Las aerolíneas alemanas Germanwings y TuiFly se marcharon de Saarbrücken y abrieron rutas nacionales en competición directa con Saarbrücken desde el recién inaugurado. Sin embargo Luxair ha convertido al aeropuerto de Saarbrücken en su segunda base de operaciones. Por ello, el número de pasajeros ha seguido creciendo fuertemente. En junio de 2008, 54.504 pasajeros usaron el aeropuerto de Saarbrücken.

## Aerolíneas y destinos
Las siguientes aerolíneas operan vuelos regulares al Aeropuerto de Saarbrücken:
| Aerolíneas         | Destinos                                                                                                |
| ------------------ | --- |
| Corendon Airlines  | Estacional: Antalya                                                                                     |
| DAT                | Berlín, Hamburgo                                                                                        |
| Eurowings          | Estacional: Palma de Mallorca                                                                           |
| Freebird Airlines  | Chárter estacional: Hurghada                                                                            |
| SmartLynx Airlines | Chárter estacional: Fuerteventura, Gran Canaria, Heraclión, Kos, Palma de Mallorca, Rodas, Tenerife–Sur |
| SunExpress         | Antalya Estacional: Esmirna                                                                             |

## Estadísticas
Ver fuente y consulta Wikidata.

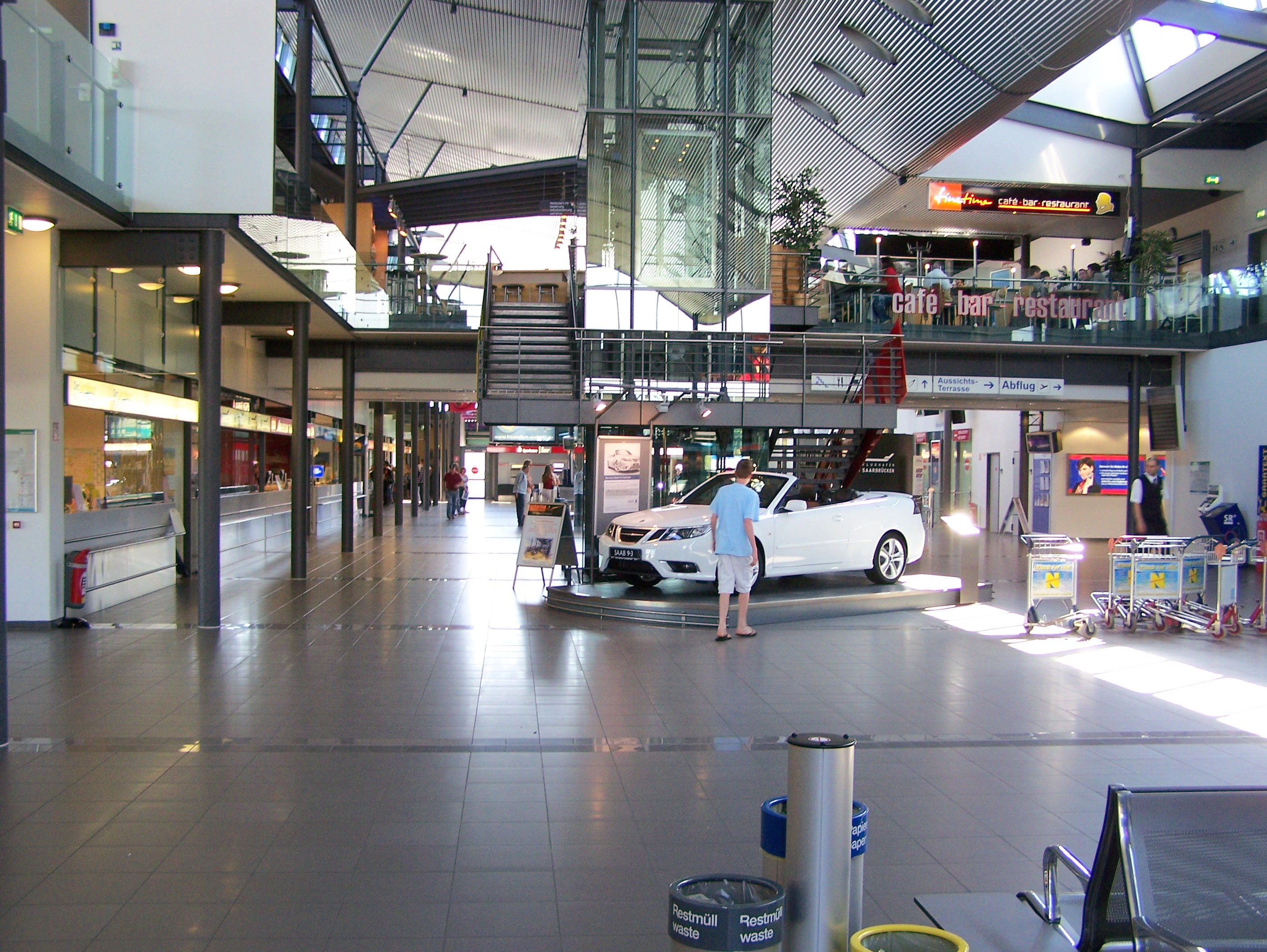
Vista del interior de la terminal 1
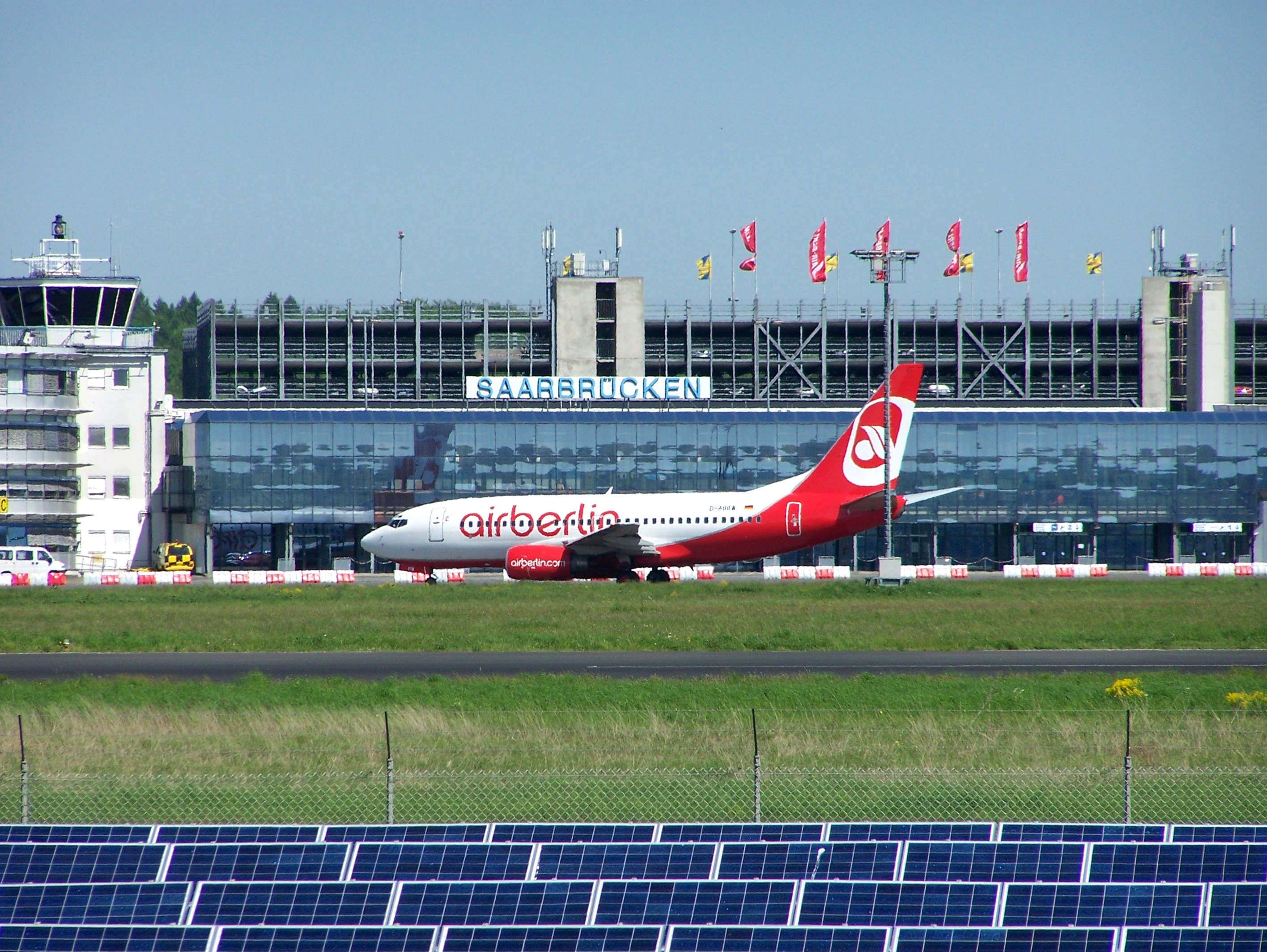
Avión de Air Berlin en frente de la terminal 1
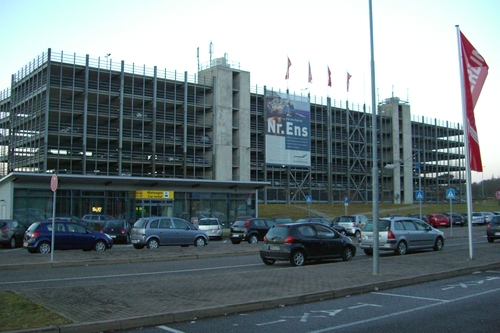
Aparcamiento en el aeropuerto de Saarbrücken